# Алгабас (Сырымский район)
Алгабас (каз. Алғабас) — село в Сырымском районе Западно-Казахстанской области Казахстана. Административный центр Алгабасского сельского округа. Код КАТО — 275833100.

## Население
В 1999 году население села составляло 1835 человек (1031 мужчина и 804 женщины). По данным переписи 2009 года, в селе проживало 1347 человек (708 мужчин и 639 женщин).